# Lauren Southern
Lauren Cherie Southern (født 16. juni 1995) er en canadisk højreradikal politisk aktivist og journalist med dansk afstamning. Hun er kendt for sin markante rolle i den tidlige amerikanske alt-right bevægelse, og sit arbejde som reporter for bl.a. Rebel Media og Breitbart News.
Hun har produceret tre dokumentarer, udgivet online; Farmlands (2018), Borderless (2019) og Crossfire (2020).